# Bondoa Adiaba
Clovis Guy Adiaba Bondoa (Douala, 2 gennaio 1987) è un calciatore camerunese, difensore del Vydrany.

## Palmarès

### Club

#### Competizioni nazionali
- Supercoppa della Repubblica Ceca: 1

Sparta Praga: 2010